# Karl Humenberger
Karl Humenberger (* 25. Oktober 1906 in Wien, Österreich-Ungarn; † 28. Dezember 1989 in Wien, Österreich) war ein österreichischer Fußballspieler und Fußballtrainer.

## Spielerkarriere
Wie sein älterer Bruder, der österreichische Nationalspieler Ferdinand Humenberger, begann auch Karl seine fußballerische Laufbahn beim Floridsdorfer AC. Dort debütierte er im Herbst 1926 in der Kampfmannschaft, wo er nach dem Abgang von Leopold Drucker die Rolle des Mittelläufers übernahm, eine Position, der er im weiteren Verlauf seiner Karriere treu bleiben sollte. Die Mannschaft konnte sich in den folgenden Jahren regelmäßig im gesicherten Mittelfeld der Tabelle behaupten und 1928 das Halbfinale im ÖFB-Cup erreichen.
Im April 1928 wurde Humenberger erstmals in der Nationalmannschaft eingesetzt, wo er neben seinem Vereinskollegen Josef Chloupek in der Läuferreihe stand, als die Österreicher gegen die Tschechoslowakei in Wien 0:1 unterlagen. Dies war allerdings auch gleichzeitig sein letztes A-Länderspiel, in weiterer Folge kam er allerdings noch einige Male in der Wiener Stadtauswahl und in der B-Nationalmannschaft zum Einsatz.
Nachdem er im Laufe der Saison 1930/31 zum Lokalrivalen SK Admira Wien gewechselt war, verließ er Ende 1931 Österreich und wechselte gemeinsam mit Chloupek zum FC Zürich in die Schweiz. Schon nach einer Saison kehrte er aber wieder zur Admira zurück, mit welcher er seine erfolgreichste Zeit erleben sollte. Zwei Meistertitel sowie ein Cup-Sieg konnten in den nächsten Jahren geholt werden, international erreichten die Jedleseer 1934 das Finale des Mitropacups, welches nach einem 3:2-Heimsieg gegen den FC Bologna noch durch ein 1:5 in Italien verloren ging.
1936 entschloss sich Humenberger nochmals ins Ausland zu wechseln und nahm ein Angebot von Racing Straßburg an, wo der Österreicher Josef Blum als Trainer tätig war. In den beiden folgenden Jahren konnte jeweils Plätze im obersten Tabellendrittel der Division 1 erreicht werden, 1937 standen die Elsässer sogar im französischen Cup-Finale, wo die Mannschaft, in der auch Humenbergers Landsmann Johann Hoffmann sowie Oskar Rohr und Oscar Heisserer aufgeboten wurden, dem FC Sochaux-Montbéliard mit 1:2 unterlag. 1938 wechselte Humenberger zum Aufsteiger AS Saint-Étienne, wo er mit Ignaz Tax wieder auf einen Landsmann traf und in seiner letzten Saison in Frankreich noch einen hervorragenden vierten Tabellenplatz erreichte.

## Trainerkarriere
In den Nachkriegsjahren war Humenberger als Trainer in Österreich tätig, wo er ab 1946 den SV Rapid Lienz betreute, danach unter anderem Trainerposten bei SV Hitiag Neuda, Polizei SV Innsbruck, und bei Newag Eisenstadt innehatte und mit dem SC Ortmann 1952 in die niederösterreichische Landesliga aufstieg. Nach einer Station beim belgischen Verein Royal Olympic Club Charleroi nahm er 1954 ein Angebot des niederländischen Traditionsvereins Ajax Amsterdam an und betreute die Mannschaft die nächsten fünf Jahre, wobei 1957 der Gewinn der niederländischen Meisterschaft gelang.
Danach kehrte Humenberger nach Österreich zurück, wo er eine Saison lang den SV Austria Salzburg trainierte und mit der Mannschaft Meister der Tauernliga Nord wurde, ehe er nochmals ins Ausland ging und in der Saison 1960/61 den FC Dordrecht sowie von 1961 bis 1964 Royal Antwerpen betreute. Nach seiner Rückkehr nach Wien übernahm er 1965 den Trainerposten beim Wiener AC.
Karl Humenberger, ein echtes Floridsdorfer Kind, war bis ins Alter mit dem Fußball verbunden. Seine letzte diesbezügliche Tätigkeit war im Auftrag des Fußballbundes und des Unterrichtsministeriums die Überwachung und Beobachtung des Fußballgeschehens auf den acht Plätzen, welche auf dem Überschwemmungsgebiet der Donau errichtet wurden (Sportplätze der offenen Tür). Am 28. Dezember 1989 starb Karl Humenberger nach einem kurzen Aufenthalt in einem Wiener Krankenhaus an Herzversagen. Er wurde am Groß-Jedlersdorfer Friedhof bestattet.
Im Jahr 2007 wurde in Wien-Floridsdorf (21. Bezirk) die Karl-Humenberger-Gasse nach ihm benannt.

## Erfolge
- 1× Mitropacup-Finale: 1934
- 2× Österreichischer Meister: 1934, 1936
- 1× ÖFB-Cup: 1934
- 1× französisches Cup-Finale: 1937
- 1× niederländischer Meister: 1957 (als Trainer)
- 1× belgischer Vizemeister: 1963 (als Trainer)
- 1 Spiel für die österreichische Fußballnationalmannschaft: 1928